# اتحاد جمعيات بيوت الشباب الدولية
اتحاد جمعيات بيوت الشباب الدولية, هو اتحاد لأكثر من تسعين جمعية بيوت شباب محلية في أكثر من ثمانين دولة تضم ما يزيد عن 4500 بيت شباب حول العالم.

## نشأة بيوت الشباب الدولية
بدأت حركة بيوت الشباب الدولية Hostelling International عام 1909 حيث انتبه الألماني ريتشارد شيرمان، والذي كان يعمل مدرسا، وفيلهِلم مونكِر، أحد دعاة الحفاظ على البيئة، لحاجة المجموعات من طلبة المدارس لمكان إقامة لفترات قصيرة الأجل ليتمكنوا من التمتع بالتنزه في الريف. وبدأت الفكرة باستغلال المدارس لهذا الغرض خلال فترة الأجازات، حيث افتتح أول «بيت شباب» في المدرسة التي كان يقوم شيرمان بالتدريس فيها، في ألتينا، ويستفاليا. وفي عام 1912 حل محلها بيت شباب دائم في قلعة ألتينا، حيث ما يزال هناك بيت شباب في هذه القلعة إلى يومنا هذا. وقام شيرمان بتأسيس جمعية بيوت الشباب التي شملت كل ألمانيا عام 1919.

## الاتحاد الدولي
انتشرت الحركة بسرعة كبيرة حول العالم وهو ما أدى لإنشاء الاتحاد الدولي لبيوت الشباب في 20 أكتوبر 1932  في أمستردام بحضور ممثلي جمعيات بيوت الشباب في سويسرا، وتشيكوسلوفاكيا، وألمانيا، وبولندا، وهولندا، والنرويج، والدنمارك، وبريطانيا، وأيرلندا، وفرنسا وبلجيكا. وفي عام 1933 أصبح ريتشارد شيرمان رئيس الاتحاد لكن النظام النازي أجبره على الاستقالة من المنصب عام 1936.

## التنظيم الحالي

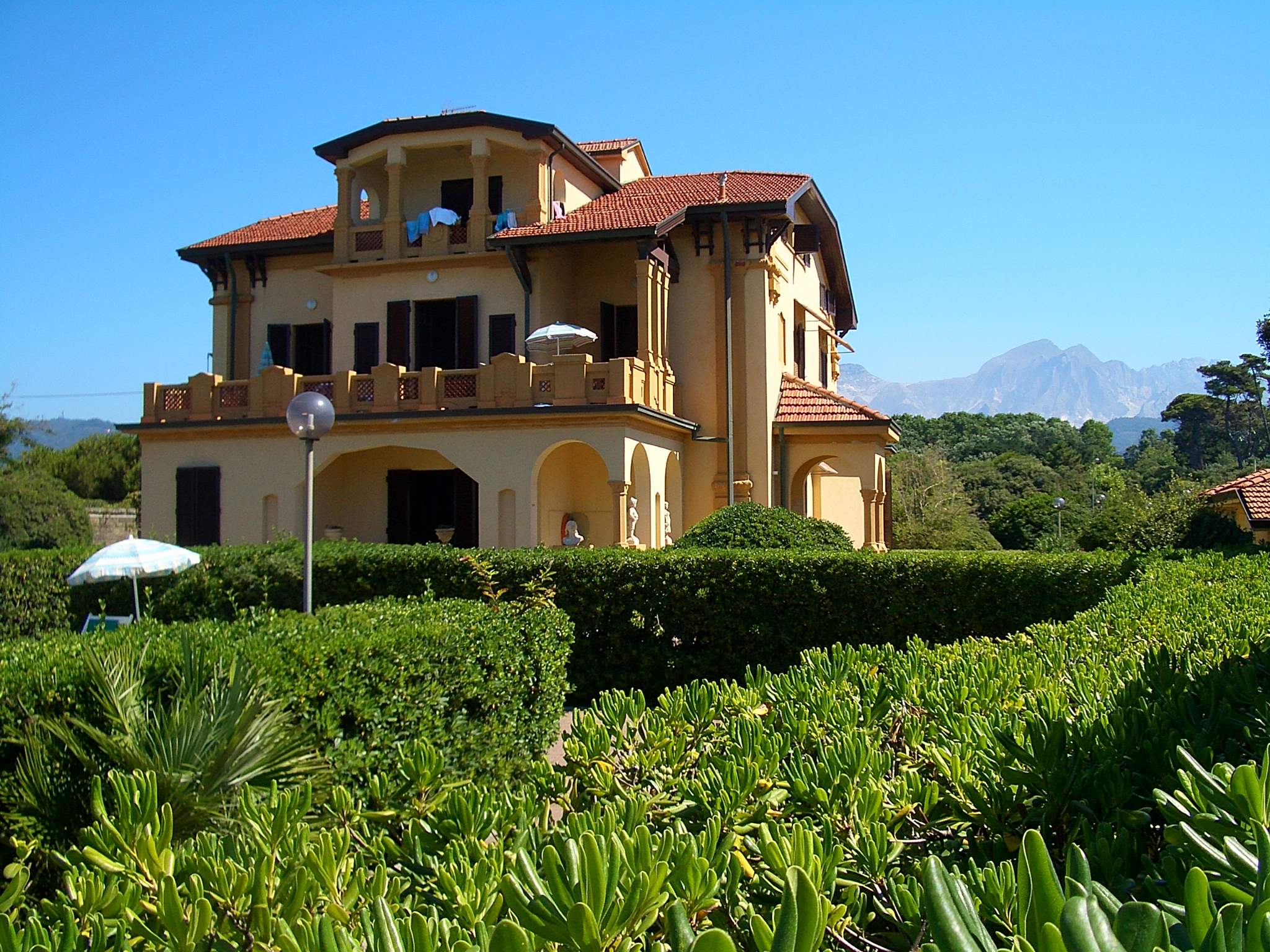
المبنى الرئيسي لبيت شباب في مارينا دي ماسا, توسكانيا

يضم اتحاد جمعيات بيوت الشباب الدولية 87 جمعية بيوت شباب محلية عضوا فيه. ويشمل ما يزيد على 4000 بيت شباب حول العالم. ويقع مقره في يلوين جاردن سيتي في إنجلترا وهو يوفر خدمات للمسافرين ويقوم بالتنسيق بين الجمعيات الوطنية. وكذلك يسهل الأعمال التطوعية للشباب والتفاهم الثقافي والدولي جنبا إلى جنب مع اليونسكو.
ويعرف اتحاد جمعيات بيوت الشباب الدولية بأنها:-

توفير التعليم لجميع الشباب من جميع الأمم، خصوصا ذوي الدخل المحدود، من خلال تشجيعهم على التعرف على الدول المختلفة وتقدير القيم الثقافية للبلدات والمدن في جميع أنحاء العالم، بالإضافة لتوفير بيوت أو أماكن الإقامة الأخرى تخلو من أي تمييز بسبب العرق أو الجنسية أو اللون أو الدين أو الجنس أو الطبقة أو الآراء السياسية، وبالتالي على تطوير فهم أفضل لإخوانهم من البشر، سواء في الداخل والخارج.

## ملاحظات

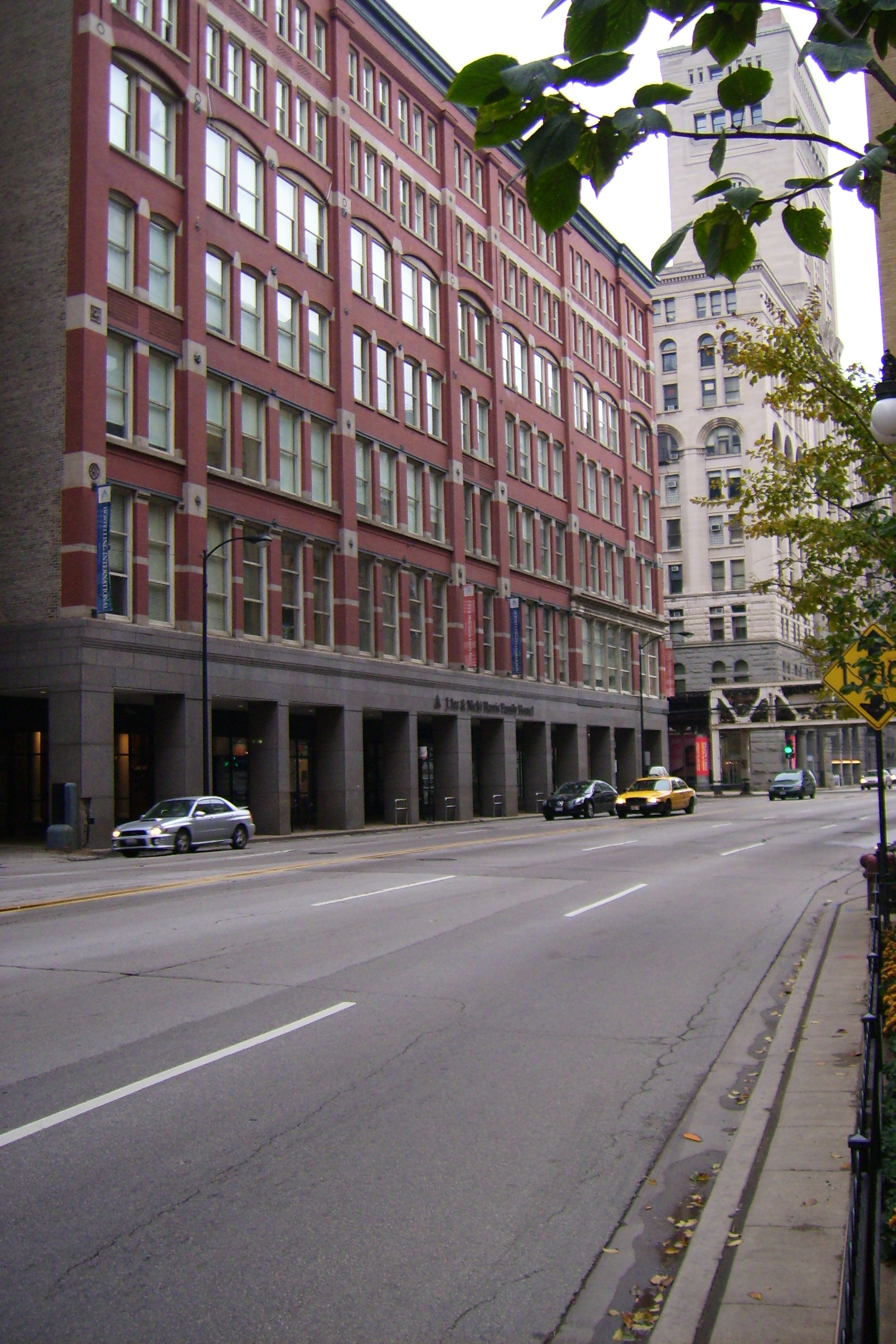
بيت شباب في مدينة شيكاغو، الولايات المتحدة

## وصلات خارجية
- الموقع الرسمي لبيوت الشباب الدولية على الإنترنت (باللغة الإنجليزية)

### مقاطع فيديو
- بيوت الشباب الدولية على YouTube